# Universidade de Indiana
A Universidade de Indiana (Indiana University, em inglês), fundada em 1820, é uma instituição estadunidense de ensino superior que está distribuída por nove campi universitários no estado de Indiana, nos Estados Unidos.

## Campi
A estrutura da Universidade de Indiana compreende os seguintes campi universitários, os quais possuem diferentes níveis de autonomia. São eles:
- Universidade de Indiana em Bloomington (em inglês: Indiana University Bloomington) - Bloomington, Indiana;
- Universidade de Indiana em Indianápolis (em inglês: Indiana University Indianapolis) - Indianápolis, Indiana;
- Universidade de Indiana - Campus Leste (em inglês: Indiana University East) - Richmond, Indiana;
- Universidade de Indiana - Campus Kokomo (em inglês: Indiana University Kokomo) - Kokomo, Indiana;
- Universidade de Indiana - Campus Noroeste (em inglês: Indiana University Northwest) - Gary, Indiana;
- Universidade de Indiana - Campus South Bend (em inglês: Indiana University South Bend) - South Bend, Indiana;
- Universidade de Indiana - Campus Sudeste (em inglês: Indiana University Southeast) - New Albany, Indiana;
- Universidade de Indiana em Columbus (em inglês: Indiana University Columbus) - Columbus, Indiana;
- Universidade de Indiana em Fort Wayne (em inglês: Indiana University Fort Wayne) - Fort Wayne, Indiana.

## Cursos e alunato
A Universidade possui 110 programas acadêmicos classificados entre os 20 melhores dos EUA. A revista "Time" nomeou a Universidade de Indiana como "A Universidade do ano 2001"
Os times da universidade conquistaram 25 títulos nacionais (incluindo 6 em futebol, 6 em natação e 5 em basquete) e ainda 133 títulos nacionais individuais incluindo 79 em natação e 31 em atletismo.
No outono de 2007 a universidade possuía 38,990 alunos.
O campus da universidade é considerado um dos 5 mais belos dos Estados Unidos.

## Kelley School of Business
A Kelley School of Business (Escola de Negócios Kelley) foi fundada em 1920 como School of Commerce and Finance (Escola de Comércio e Finanças). Aproximadamente 5,000 estudantes são alunos da escola.
A Kelley é considerada uma das melhores escolas de negócios dos Estados Unidos. Segundo a revista US NEWS o programa de graduação da escola é o oitavo melhor dos Estados Unidos (ranking de 2015). O ranking da Bloomberg BusinessWeek (2014) também  considera o programa de graduação o oitavo melhor dos Estados Unidos.